# Legislatura 1996-2000 (Camera Deputaților)
Această listă descrie componența Camerei Deputaților din România în legislatura: 1996-2000, în funcție de județul în care au candidat.

## Legislatura 1996-2000
| Nume și Prenume                           | Județ           | Partid     |
| ----------------------------------------- | --------------- | ---------- |
| Coriolan Dan Simedru                      | Alba            | PNL        |
| Bazil Dumitrean                           | Alba            | PNȚCD      |
| Ion Berciu                                | Alba            | PNȚCD      |
| Alexandru Pereș                           | Alba            | PD         |
| Nicolae Popa                              | Alba            | PDSR       |
| Octavian Nicolae Dărămuș                  | Alba            | PDSR       |
| Teodor Jurcă                              | Arad            | PDSR       |
| Ștefan Popa                               | Arad            | PNL        |
| Nicolae Titu Gheorghiof                   | Arad            | PNL        |
| Radu Ghidău                               | Arad            | PNȚCD      |
| Gheorghe Tokay                            | Arad            | UDMR       |
| Emil-Livius-Nicolae Putin                 | Arad            | USD-PSDR   |
| Mihăiță Calimente                         | Arad            | PNȚCD      |
| Alexandru-Octavi Stănescu                 | Argeș           | PDSR       |
| Gheorghe Marin                            | Argeș           | PDSR       |
| Șerban Valeca                             | Argeș           | PDSR       |
| Vasile Stan                               | Argeș           | PDSR       |
| Barbu Pițigoi                             | Argeș           | PNȚCD      |
| Sergiu-George Rizescu                     | Argeș           | PNȚCD      |
| Nicolae Leonăchescu                       | Argeș           | PRM        |
| Nicolae Ionescu                           | Argeș           | PUNR       |
| Ion Cîrstoiu                              | Argeș           | USD-PD     |
| Romeo Nanu                                | Argeș           | PNȚCD      |
| Matei-Agathon Dan                         | Bacău           | PDSR       |
| Simion Darie                              | Bacău           | PDSR       |
| Viorel Hrebenciuc                         | Bacău           | PDSR       |
| Valeriu Gheorghe                          | Bacău           | PNL        |
| Haralambie Irimescu                       | Bacău           | PNȚCD      |
| Ion Corniță                               | Bacău           | PNȚCD      |
| Vasile Pavel                              | Bacău           | PNȚCD      |
| Toader Roșca                              | Bacău           | PRM        |
| Vasile Nistor                             | Bacău           | PD         |
| Constantin Moiceanu                       | Bacău           | PSDR       |
| Ioan Aron Popa                            | Bacău           | PDSR       |
| Iosif Paneș                               | Bihor           | Minorități |
| Florian Serac                             | Bihor           | PDSR       |
| Gabriel Țepelea                           | Bihor           | PNȚCD      |
| Mircea Negrău                             | Bihor           | PNȚCD      |
| Dorin Mihai Drecin                        | Bihor           | PUNR       |
| Ervin-Zoltan Székely                      | Bihor           | UDMR       |
| Ludovic Rákóczi                           | Bihor           | UDMR       |
| Zsolt Szilágyi                            | Bihor           | UDMR       |
| Liviu-Ovidiu Cosma                        | Bihor           | USD-PD     |
| Octavian Bot                              | Bihor           | —          |
| Dan Constantinescu                        | Bistrița-Năsăud | PNL        |
| Ioan Sonea                                | Bistrița-Năsăud | PRM        |
| Ioan Oltean                               | Bistrița-Năsăud | PD         |
| Ioan Pintea                               | Bistrița-Năsăud | USD-PD     |
| Emil Aureliu Săndulescu                   | Bistrița-Năsăud | PNȚCD      |
| Nicu Ioniță                               | Botoșani        | PDSR       |
| Viorica Afrăsinei                         | Botoșani        | PDSR       |
| Șerban Petru Mihăilescu                   | Botoșani        | PDSR       |
| Emil-Teodor Popescu                       | Botoșani        | PNȚCD      |
| Eugen-Gheorghe Hilote                     | Botoșani        | PNȚCD      |
| Ștefan Baban                              | Botoșani        | PRM        |
| Dumitru Sandu                             | Botoșani        | USD-PSDR   |
| Romulus-Ion Moucha                        | Brașov          | PDSR       |
| Radu-Spiridon Cojocaru                    | Brașov          | PNL        |
| Victor Babiuc                             | Brașov          | PNL        |
| Ion-Andrei Gherasim                       | Brașov          | PNȚCD      |
| Gheorghe Secară                           | Brașov          | PUNR       |
| Csaba-Tiberiu Kovacs                      | Brașov          | UDMR       |
| Vasile Bran                               | Brașov          | PD         |
| Nicolae-Florin Tudose                     | Brașov          | PNȚCD      |
| Sorin Victor Lepșa                        | Brașov          | PNȚCD/PER  |
| Daniela Bartoș                            | Brăila          | PDSR       |
| George Dragu                              | Brăila          | PDSR       |
| George Șerban                             | Brăila          | PNL        |
| Horia Văsioiu                             | Brăila          | USD-PD     |
| Cezar Ioan Corâci                         | Brăila          | PNL        |
| Paul Aurelian Alecu                       | Brăila          | PNȚCD      |
| Dorel Dorian                              | București       | Minorități |
| Mădălin Voicu                             | București       | Minorități |
| Varujan Pambuccian                        | București       | Minorități |
| Adrian Năstase                            | București       | PDSR       |
| Constantin Teculescu                      | București       | PDSR       |
| Ecaterina Andronescu                      | București       | PDSR       |
| Adrian Valentin Iliescu                   | București       | PDSR       |
| Ioan Dan Popescu                          | București       | PDSR       |
| Mihai-Sorin Stănescu                      | București       | PNL        |
| Valeriu Stoica                            | București       | PNL        |
| Adrian Paul Dumitrescu                    | București       | PNL        |
| Constantin Anton Călin Popescu-Tăriceanu  | București       | PNL        |
| Ioan Andrei Chiliman                      | București       | PNL        |
| Adrian Iorgulescu                         | București       | PNȚCD      |
| Alexandru Ionescu                         | București       | PNȚCD      |
| Constantin Ionescu                        | București       | PNȚCD      |
| Ion Diaconescu                            | București       | PNȚCD      |
| Mihai Gheorghiu                           | București       | PNȚCD      |
| Otto-Ernest Weber                         | București       | PNȚCD      |
| Sergiu Macarie                            | București       | PNȚCD      |
| Ioan Alexandru Badea                      | București       | PNȚCD      |
| Rădița Florica Raica                      | București       | PNȚCD      |
| Vasile Constantin Niculae Ionescu-Galbeni | București       | PNȚCD      |
| Corneliu Ciontu                           | București       | PRM        |
| Ioan Iuliu Furo                           | București       | PRM        |
| Alexandru Sassu                           | București       | PD         |
| Gheorghe Liviu Negoiță                    | București       | PD         |
| Sergiu Cunescu                            | București       | USD-PSDR   |
| Smaranda Dobrescu                         | București       | USD-PSDR   |
| Adrian Severin                            | București       | PD         |
| Iosif Boda                                | București       | PDSR       |
| Silviu Petrescu                           | București       | PNȚCD      |
| Alexandru Albu                            | Buzău           | PDSR       |
| Dumitru Pîslaru                           | Buzău           | PDSR       |
| Cameliu Ovidiu Petrescu                   | Buzău           | PDSR       |
| Teodor-Gheorghe Morariu                   | Buzău           | PNȚCD      |
| Dan Nicolae Gheorghe Ceaușescu            | Buzău           | PNȚCD      |
| Petre Partal                              | Buzău           | PD         |
| Constantin Aurel Papuc                    | Buzău           | PD         |
| Gheorghe Oană                             | Caraș-Severin   | PDSR       |
| Adrian Ioan Vilău                         | Caraș-Severin   | PDSR       |
| Octavia Monica Muscă                      | Caraș-Severin   | PNL        |
| Cornel Popovici Sturza                    | Caraș-Severin   | PNȚCD      |
| Liviu Spătaru                             | Caraș-Severin   | PD         |
| Ion Munteanu                              | Călărași        | PDSR       |
| Marian Sârbu                              | Călărași        | PDSR       |
| Petre Naidin                              | Călărași        | PDSR       |
| Costel Claudiu Pavelescu                  | Călărași        | PNȚCD      |
| Mitică Bălăeț                             | Călărași        | PRM        |
| Alexandru Lăpușan                         | Cluj            | PDSR       |
| Vasile Matei                              | Cluj            | PDSR       |
| Anton Ionescu                             | Cluj            | PNL        |
| Iftene Pop                                | Cluj            | PNȚCD      |
| Ioan Roman                                | Cluj            | PNȚCD      |
| Ioan Vida-Simiti                          | Cluj            | PNȚCD      |
| Ioan Gavra                                | Cluj            | PUNR       |
| Vasile Miclăuș                            | Cluj            | PUNR       |
| Eugen Mátis                               | Cluj            | UDMR       |
| Sándor Kónya-Hamar                        | Cluj            | UDMR       |
| Iuliu Păcurariu                           | Cluj            | PD         |
| Fedbi Osman                               | Constanța       | UDTR       |
| Nusfet Șaganai                            | Constanța       | Minorități |
| Dorel-Constantin Onaca                    | Constanța       | PDSR       |
| Mihai Leca                                | Constanța       | PNL        |
| Puiu Hașotti                              | Constanța       | PNL        |
| Gheorghe Andrei                           | Constanța       | PNȚCD      |
| Ion Botescu                               | Constanța       | PNȚCD      |
| Jianu Nicolae                             | Constanța       | PNȚCD      |
| Tănase Barde                              | Constanța       | PNȚCD      |
| Gheorghe Ariton                           | Constanța       | PRM        |
| Nicolae Bogdan Niculescu-Duvăz            | Constanța       | PD         |
| Ioan-Sorin Marinescu                      | Constanța       | PSDR       |
| Gheorghe Mircea Dumitru Coșea             | Constanța       | PSDR       |
| Petre Țurlea                              | Covasna         | PUNR       |
| Akos Birtalan                             | Covasna         | UDMR       |
| Árpád-Francisc Márton                     | Covasna         | UDMR       |
| Sándor Tamás                              | Covasna         | UDMR       |
| Daniela Popa                              | Dâmbovița       | PDSR       |
| Dumitru Rotaru                            | Dâmbovița       | Minorități |
| Gheorghe Ana                              | Dâmbovița       | PDSR       |
| Romulus Neagu                             | Dâmbovița       | PDSR       |
| Șerban Constantin Rădulescu-Zoner         | Dâmbovița       | PNL        |
| Ion Enescu                                | Dâmbovița       | PNȚCD      |
| Irineu Popescu                            | Dâmbovița       | PNȚCD      |
| Victor Boștinaru                          | Dâmbovița       | PD         |
| Dorin Dîrstaru                            | Dâmbovița       | —          |
| Oana Manolescu                            | Dolj            | Minorități |
| Gheorghe Ionescu                          | Dolj            | PDSR       |
| Mihai Nicolescu                           | Dolj            | PDSR       |
| Neculai Grigoraș                          | Dolj            | PDSR       |
| Ioan Roșca                                | Dolj            | PNȚCD      |
| Mihail-Gabriel Ioniță                     | Dolj            | PNȚCD      |
| Ion Lucian Matei                          | Dolj            | PNȚCD      |
| Nicolae Vasilescu                         | Dolj            | PRM        |
| Alexandru Brezniceanu                     | Dolj            | PD         |
| Mircea Radu Berceanu                      | Dolj            | USD-PD     |
| Bogdan Ionescu                            | Dolj            | PNȚCD      |
| Vasile-Mircea Cazacu                      | Dolj            | —          |
| Marilena Dumitrescu                       | Galați          | Minorități |
| Dan Nica                                  | Galați          | PDSR       |
| Florentin Ion Sandu                       | Galați          | PDSR       |
| Traian Victor Mihu                        | Galați          | PDSR       |
| Radu-Sever-Cristian Gheciu                | Galați          | PNL        |
| Cornel Protopopescu                       | Galați          | PNȚCD      |
| Elena Iacob                               | Galați          | PNȚCD      |
| Mircea Ciumara                            | Galați          | PNȚCD      |
| Daniela Aprodu Buruiană                   | Galați          | PRM        |
| Odisei Manole                             | Galați          | PNȚCD      |
| Adrian Gheorghiu                          | Giurgiu         | PDSR       |
| Marin Cristea                             | Giurgiu         | PDSR       |
| Constantin Mihai-Theodor Grigoriu         | Giurgiu         | PNȚCD      |
| Dumitru Alexandru Radu                    | Giurgiu         | USD-PD     |
| Dumitru Popescu                           | Gorj            | PDSR       |
| Ion Pârgaru                               | Gorj            | PDSR       |
| Grigore Muru                              | Gorj            | PNȚCD      |
| Constantin Băbălău                        | Gorj            | PRM        |
| Ștefan Marian Bejat Popescu               | Gorj            | PD         |
| Constantin Drumen                         | Gorj            | PNȚCD      |
| Dezső-Kálmán Becsek-Garda                 | Harghita        | UDMR       |
| Ferenc Asztalos                           | Harghita        | UDMR       |
| István Antal                              | Harghita        | UDMR       |
| Ștefan Nagy                               | Harghita        | UDMR       |
| Kálmán Róbert Ráduly                      | Harghita        | UDMR       |
| Gheorghe Ana                              | Hunedoara       | PDSR       |
| Ion Giurescu                              | Hunedoara       | PDSR       |
| Laurențiu Priceputu                       | Hunedoara       | PNL        |
| Liviu Petreu                              | Hunedoara       | PNȚCD      |
| Petre Sorin Dimitriu                      | Hunedoara       | PNȚCD      |
| Ilie Neacșu                               | Hunedoara       | PRM        |
| Petru Șteolea                             | Hunedoara       | PUNR       |
| Dumitru Ifrim                             | Hunedoara       | PSDR       |
| Gabriel Bivolaru                          | Ialomița        | PDSR       |
| Virgil Popa                               | Ialomița        | PDSR       |
| Gheorghe Cristea                          | Ialomița        | PNL        |
| Gheorghe Tarna                            | Ialomița        | PD         |
| Gherasim Gazi                             | Iași            | Minorități |
| Traian Dobre                              | Iași            | PDSR       |
| Eremia Constantin Cotrutz                 | Iași            | PDSR       |
| Ion Mogoș                                 | Iași            | PNL        |
| Constantin Aferăriței                     | Iași            | PNȚCD      |
| Mihai Dorin                               | Iași            | PNȚCD      |
| Traian-Neculaie Rânja                     | Iași            | PNȚCD      |
| Vasile Lupu                               | Iași            | PNȚCD      |
| Anghel Stanciu                            | Iași            | PRM        |
| Lavinia Pavel                             | Iași            | USD-PD     |
| Mihai Baciu                               | Iași            | PD         |
| Marian Enache                             | Iași            | PDSR       |
| Mugurel Dumitru Vintilă                   | Iași            | —          |
| Victor Neagu                              | Ilfov           | PDSR       |
| Costel Păunescu                           | Ilfov           | PNȚCD      |
| Teodor Podaru                             | Ilfov           | PNȚCD      |
| Viorel Lixăndroiu                         | Ilfov           | PD         |
| Petru Godja                               | Maramureș       | PDSR       |
| Mircea Ioan Pașcu                         | Maramureș       | PDSR       |
| Decebal-Traian Remeș                      | Maramureș       | PNL        |
| Vasile Berci                              | Maramureș       | PNȚCD      |
| Luca Ștefănoiu                            | Maramureș       | PRM        |
| Gyöngyike Böndi                           | Maramureș       | UDMR       |
| Petre Moldovan                            | Maramureș       | USD-PSDR   |
| Nicolae Bud                               | Maramureș       | PUNR       |
| Eugen Nicolicea                           | Mehedinți       | PDSR       |
| Ion Honcescu                              | Mehedinți       | PDSR       |
| Romulus Raicu                             | Mehedinți       | PDSR       |
| Constantin Săceanu                        | Mehedinți       | PNL        |
| Emanoil-Dan Barbaresso                    | Mehedinți       | PNȚCD      |
| Ioan-Mihai Popa                           | Mureș           | PDSR       |
| Ioan Avram Mureșan                        | Mureș           | PNȚCD      |
| Lazăr Lădariu                             | Mureș           | PUNR       |
| Petru Leon Pop                            | Mureș           | PUNR       |
| Alexandru Kakasi                          | Mureș           | UDMR       |
| Barna Elek                                | Mureș           | UDMR       |
| Károly Kerekes                            | Mureș           | UDMR       |
| Béla Ladislau Attila Kelemen              | Mureș           | UDMR       |
| Ileana Filipescu                          | Mureș           | USD-PD     |
| Ioan Bivolaru                             | Neamț           | PDSR       |
| Mihai Hlinschi                            | Neamț           | PDSR       |
| Costel Iulian Țocu                        | Neamț           | PDSR       |
| Gheorghe Leonard Romeo Cazan              | Neamț           | PDSR       |
| Liviu Bujor                               | Neamț           | PNL        |
| Cornelia Gabriela Elena Radu              | Neamț           | PNȚCD      |
| Viorel Burlacu                            | Neamț           | PRM        |
| Cristian Rădulescu                        | Neamț           | PD         |
| Florin Georgescu                          | Olt             | PDSR       |
| Nicolae Grădinaru                         | Olt             | PDSR       |
| Carol-Emil Kovacs                         | Olt             | PNL        |
| Valentin Argeșanu                         | Olt             | PNȚCD      |
| Domnica Mitzura Arghezi                   | Olt             | PRM        |
| Nicolae Groza                             | Olt             | PDSR       |
| Victor-Ștefan Achimescu                   | Olt             | PDSR       |
| Eugenia Moldoveanu                        | Prahova         | PDSR       |
| Mihail Sirețeanu                          | Prahova         | PDSR       |
| Napoleon Niculae Antonescu                | Prahova         | PDSR       |
| Bogdan Vițelar                            | Prahova         | PNL        |
| Constantin-Gheorghe Avramescu             | Prahova         | PNL        |
| Victor Barbăroșie                         | Prahova         | PNL        |
| Valentin Vasilescu                        | Prahova         | PNȚCD      |
| Remus Constantin Opriș                    | Prahova         | PNȚCD      |
| Marcu Tudor                               | Prahova         | PRM        |
| Constantin Corneliu Ruse                  | Prahova         | PD         |
| Maria Paula Ivănescu                      | Prahova         | PD         |
| Adrian Tudor Geaman Moroianu              | Prahova         | PNL        |
| Iuliu Liviu Dragoș                        | Satu-Mare       | PNL        |
| Attila Varga                              | Satu-Mare       | UDMR       |
| Francisc Pécsi                            | Satu-Mare       | UDMR       |
| Teodor Gavrilaș                           | Satu-Mare       | USD-PD     |
| Viorel Pop                                | Satu-Mare       | PDSR       |
| Mihaela Anamaria Biriș                    | Satu-Mare       | PNȚCD      |
| Liviu Radu Bara                           | Sălaj           | PDSR       |
| Miron Chichișan                           | Sălaj           | PUNR       |
| Iuliu Vida                                | Sălaj           | UDMR       |
| Vasile Vetișanu                           | Sălaj           | PNȚCD      |
| Eberhard-Wolfgang Wittstock               | Sibiu           | FDGR       |
| Ion Igna                                  | Sibiu           | PDSR       |
| Sorin Pantiș                              | Sibiu           | PNL        |
| Gavril Dejeu                              | Sibiu           | PNȚCD      |
| Mircea Vâlcu                              | Sibiu           | PUNR       |
| Lia-Andreia Galic                         | Sibiu           | PNȚCD      |
| Romeo-Marius Trifu                        | Sibiu           | PD         |
| Iohan-Peter Babiaș                        | Suceava         | UPR        |
| Vichentie Nicolaiciuc                     | Suceava         | UUR        |
| Marina Ionescu                            | Suceava         | PDSR       |
| Mihai Vitcu                               | Suceava         | PDSR       |
| Petru Bejinariu                           | Suceava         | PDSR       |
| Vasile Panteliuc                          | Suceava         | PDSR       |
| Vasile Mândroviceanu                      | Suceava         | PNL        |
| Dan Palade                                | Suceava         | PNȚCD      |
| Dorin Vataman                             | Suceava         | PNȚCD      |
| Leonida Lari-Iorga                        | Suceava         | PRM        |
| Alecu Sandu                               | Suceava         | USD-PD     |
| Mihai Chiriac                             | Suceava         | PD         |
| Ionel Marineci                            | Teleorman       | PDSR       |
| Marian Ianculescu                         | Teleorman       | PDSR       |
| Vasile Cândea                             | Teleorman       | PDSR       |
| Nicolae Noica                             | Teleorman       | PNȚCD      |
| Florea Buga                               | Teleorman       | PRM        |
| Adriean Videanu                           | Teleorman       | PD         |
| Didi Spiridon                             | Teleorman       | PNL        |
| Slavomir Gvozdenovici                     | Timiș           | Minorități |
| Hildegard-Carola Puwak                    | Timiș           | PDSR       |
| Ovidiu-Virgil Drăgănescu                  | Timiș           | PNL        |
| Vasile Dănilă                             | Timiș           | PNL        |
| Petru Dugulescu                           | Timiș           | PNȚCD      |
| Tănase-Pavel Tăvală                       | Timiș           | PNȚCD      |
| Teodor Stanca                             | Timiș           | PNȚCD      |
| Valeriu Tabără                            | Timiș           | PUNR       |
| Francisc Bárány                           | Timiș           | UDMR       |
| Aurel Miloș                               | Timiș           | USD-PD     |
| Ștefan Glăvan                             | Timiș           | USD-PD     |
| Sevastian Fenoghen                        | Tulcea          | Minorități |
| Ion Lazia                                 | Tulcea          | PNL        |
| Crin Laurențiu George Antonescu           | Tulcea          | PNL        |
| Sever Meșca                               | Tulcea          | PRM        |
| Francisc-Atila Vaida                      | Tulcea          | UDMR       |
| Acsinte Gaspar                            | Vâlcea          | PDSR       |
| Dorin Chiriță                             | Vâlcea          | PDSR       |
| Gheorghe Vâlceanu                         | Vâlcea          | PDSR       |
| Jean Decuseară                            | Vâlcea          | PNL        |
| Laurențiu Dumitrașcu                      | Vâlcea          | PNȚCD      |
| Dorel Jurcan                              | Vâlcea          | USD-PD     |
| Dumitru Buzatu                            | Vaslui          | PDSR       |
| Marțian Dan                               | Vaslui          | PDSR       |
| Virgil Petrescu                           | Vaslui          | PNȚCD      |
| Gabriela Cristea                          | Vaslui          | PD         |
| Liviu Alexandru Mera                      | Vaslui          | PD         |
| Ștefan Ignat                              | Vaslui          | PDSR       |
| Vasile Ghiga                              | Vaslui          | PER        |
| Carmen Dumitriu                           | Vrancea         | PDSR       |
| Tudor Miron Mitrea                        | Vrancea         | PDSR       |
| Radu Mânea                                | Vrancea         | PNȚCD      |
| Gabriel Dan Nichita                       | Vrancea         | PNȚCD      |
| Gheorghe Albu                             | Vrancea         | PD         |
| Florian Udrea                             | Vrancea         | —          |

## Au încetat mandatul înainte de terminarea legislaturii
| Nume și Prenume        | Județ     | Partid     |
| ---------------------- | --------- | ---------- |
| Costin Georgescu       | Alba      | PNL        |
| Ion Rațiu              | Arad      | PNȚCD      |
| Florian Bercea         | Arad      | PDSR       |
| Mihail Petre Georgescu | Argeș     | PDSR       |
| Dan Ghibernea          | Argeș     | PDSR       |
| Ion Duțu               | Bacău     | PRM        |
| Toma Năstase           | Botoșani  | PRM        |
| Radu Ștefan Mazăre     | Constanța | PD         |
| Florea Simion          | Dâmbovița | Minoritati |
| Mișu Negrițoiu         | Dolj      | PDSR       |
| Mircea-Adrian Croitoru | Giurgiu   | PSDR       |
| Mihail Nică            | Gorj      | PNȚCD      |
| Valeria Mariana Stoica | Iași      | USD-PD     |
| Silvia Petrovici       | Ilfov     | PNȚCD      |
| Tudor Gavril Dunca     | Maramureș | PNȚCD/PER  |
| Ulpiu-Radu-Sabin Micle | Mehedinți | CDR        |
| Mircea Mihai Munteanu  | Prahova   | PNȚCD      |
| Radu Budeanu           | Satu-Mare | USD-PD     |
| Ovidiu Șincai          | Sibiu     | PDSR       |
| Gheorghe Șerban        | Timiș     | PNȚCD      |
| Werner Horst Brück     | Timiș     | FDGR       |
| George-Iulian Stancov  | Vâlcea    | PD         |
| Traian Sabău           | Vâlcea    | PDSR       |
| Traian Băsescu         | Vaslui    | PD         |